# Sadus
A Sadus 1984–2015 között aktív amerikai thrash metal együttes. A zenekart Darren Travis, Steve DiGiorgio, Jon Allen és Rob Moore alapította a kaliforniai Antiochban; Moore 1993-ban távozott a csapatból. Demólemezüket 1986-ban adták ki, első stúdióalbumuk két évvel később, 1988-ban jelent meg. Közel egy évtizednyi kihagyás után Darren Travis 2017-ben megerősítette, hogy a zenekar dolgozik új lemezükön.

## Diszkográfia
Stúdióalbumok
- Illusions (1988)
- Swallowed in Black (1990)
- A Vision of Misery (1992)
- Elements of Anger (1998)
- Out for Blood (2006)

Demók
- Certain Death (1987)
- The Wake of Severity (1989)
- Red Demo (1994)

Válogatáslemezek
- Chronicles of Chaos (1997)